# توم هيندري
توم هيندري (بالإنجليزية: Tom Hendrie)‏ هو لاعب كرة قدم ومدرب كرة قدم بريطاني، ولد في 24 أكتوبر 1955 في إدنبرة في المملكة المتحدة. لعب مع نادي دندي.